# Jausskaja-Straße

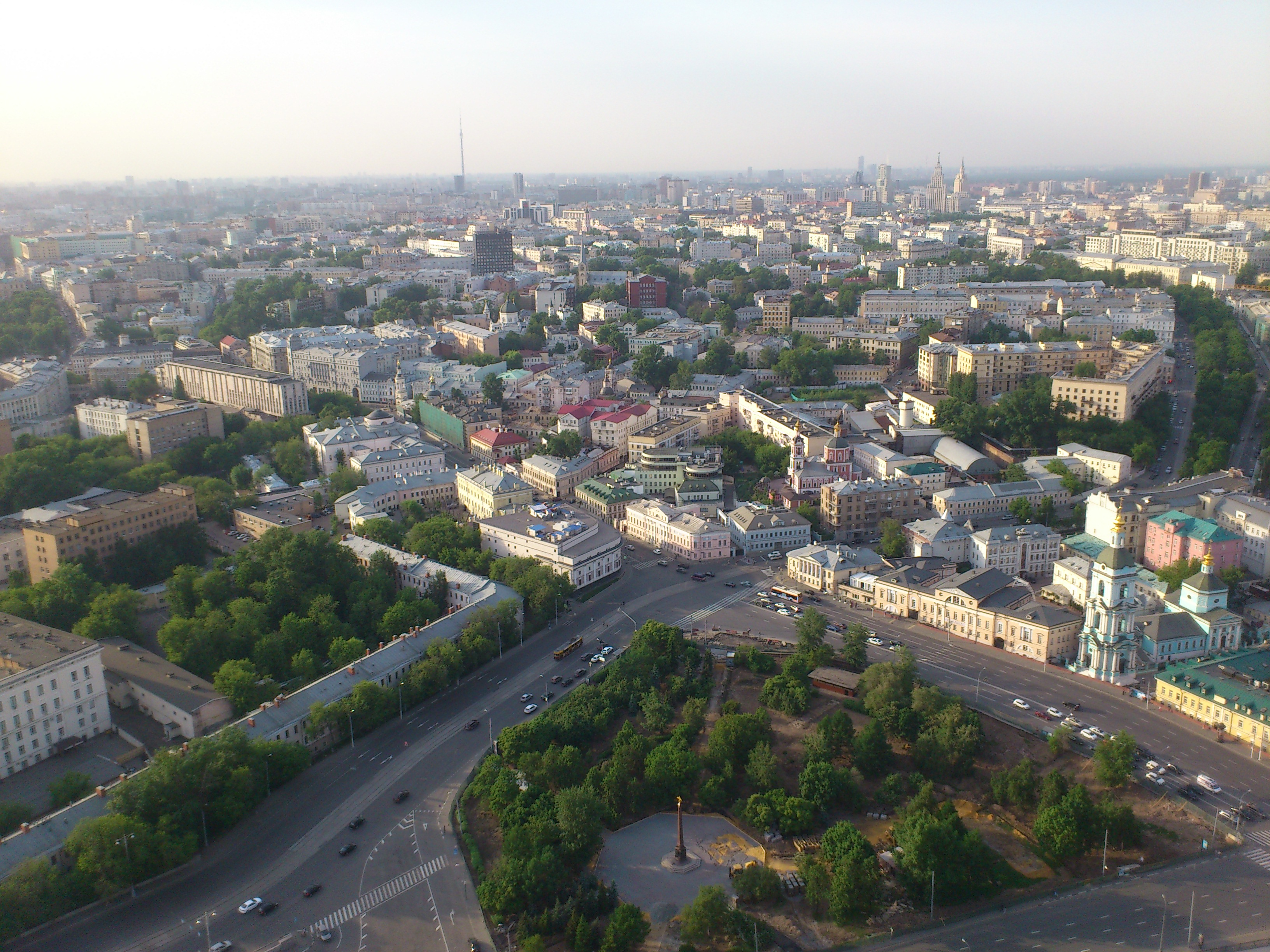
Blick am Anfang der Straße vom Wohngebäude an der Kotelnitscheskaja-Uferstraße

Die Jausskaja-Straße (russisch Яузская улица Jausskaja uliza) ist eine Straße im Stadtteil Taganski im Zentralen Verwaltungsbezirk Moskaus. Sie begann als eine Fortsetzung der Straße Soljanka und führt zu der Werchnjaja Radischtschewskaja-Straße, die Jausa durch die Astachowski-Brücke kreuzend. Durch die Rjumin-Gasse ist sie mit der Gontscharnaja-Straße verbunden.

## Benennung
Der erste Teil der Straße bis zur Jausa bekam schon im 18. Jahrhundert die Benennung Jausskaja. Der zweite Abschnitt trug ursprünglich den Namen „Taganskaja“ oder „Tagannaja-Straße“. 1922 wurde er nach der Internazionalnaja-Straße, zur Erinnerung an die Internationale Arbeiterassoziation, umbenannt. 1994 wurde dieser Abschnitt als eine Fortsetzung des ersten Teils anerkannt, und bekam somit auch den Namen „Jausskaja-Straße“.

## Beschreibung
Die Astachowski-Brücke wurde 1805 gebaut und trug ursprünglich die Benennung Jausski-Brücke, anschließend wurde sie mehrmals überbaut, zuletzt im Jahr 1940. Sie hat eine Länge von 46 Metern und 36 Meter Breite. Die Brücke bekam ihren Namen zur Erinnerung an den Bolschewik und Revolutionär Illarion Astachow, der 1917 auf der Brücke von Polizisten erschossen wurde.
Die Straße ist mit bemerkenswerten Gebäuden bebaut. Auf der Seite mit ungeraden Hausnummern befinden sich unter anderem:
- Hausnummer 1/15 – das Herrenhaus für A. A. Gontscharow-Filippowy (russ. Городская усадьба А.А. Гончарова-Филипповых) – ein Komplex von Gebäuden aus verschiedenen Epochen. Das älteste Gebäude (ehemalige Segelwerkstatt) stammt aus dem Jahr 1718. In den 1790ern wurde das Haupthaus von dem Architekten Iwan Egotow, der Schüler von Matwei Kasakow war, im Stil des Klassizismus im Auftrag des Großvaters von Natalja Gontscharowa errichtet. Am Anfang des 19. Jahrhunderts lebte hier ein paar Jahre General-Feldmarschall Iwan Gudowitsch, danach kaufte es der Kaufmann A. M. Smirnow. Der 2. Stock war aus Holz und wurde während des Brandes 1812 zerstört. 1818 wurde das Haus von dem Kaufmann Filippow gekauft, von ihm restauriert, und diente als Laden und Tee-Fabrik. 1903 wurde das Haus von dem Architekten A. W. Krasilnikow etwas umgebaut. Nach der Oktoberrevolution wurde es verstaatlicht und in ein Wohnhaus umgewandelt. von 2007 bis 2011 folgte eine Restaurierung, wodurch das Haus sein ursprüngliches Aussehen wiedererhielt.[1] Das Nachbargebäude mit der Hausnummer 1/15–1 wurde von dem Kaufmann Smirnow für seinen Sohn, Professor der Universität Moskau, S. A. Smirnow, gebaut und gehörte zu der Smirnow-Familie bis zur Revolution.

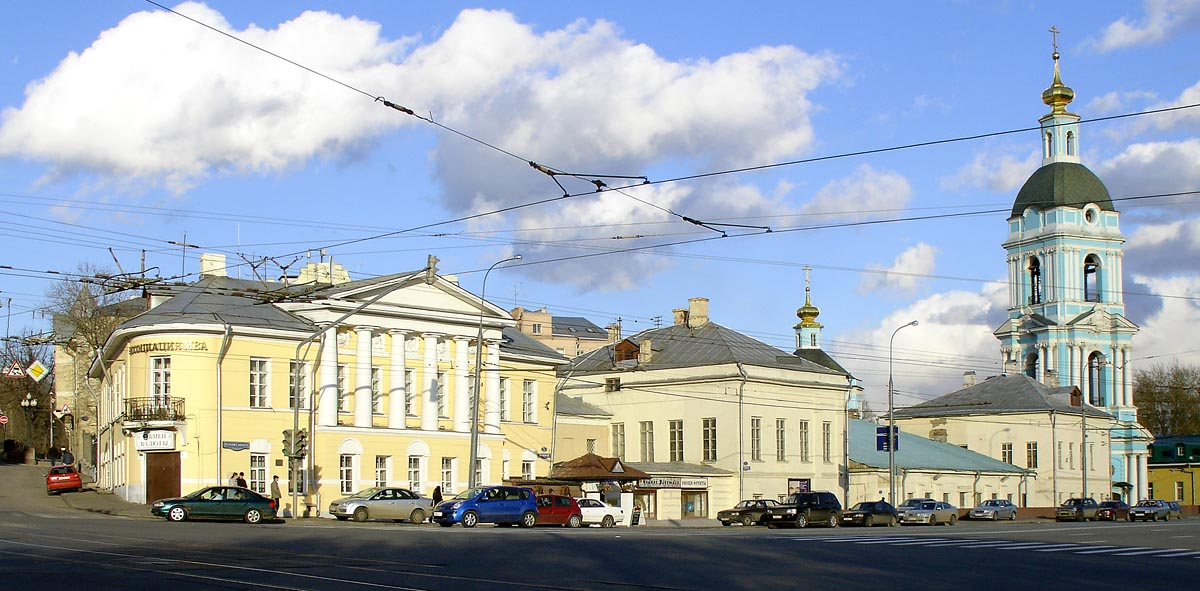
Nr. 1/15 vor der Restaurierung, 2007
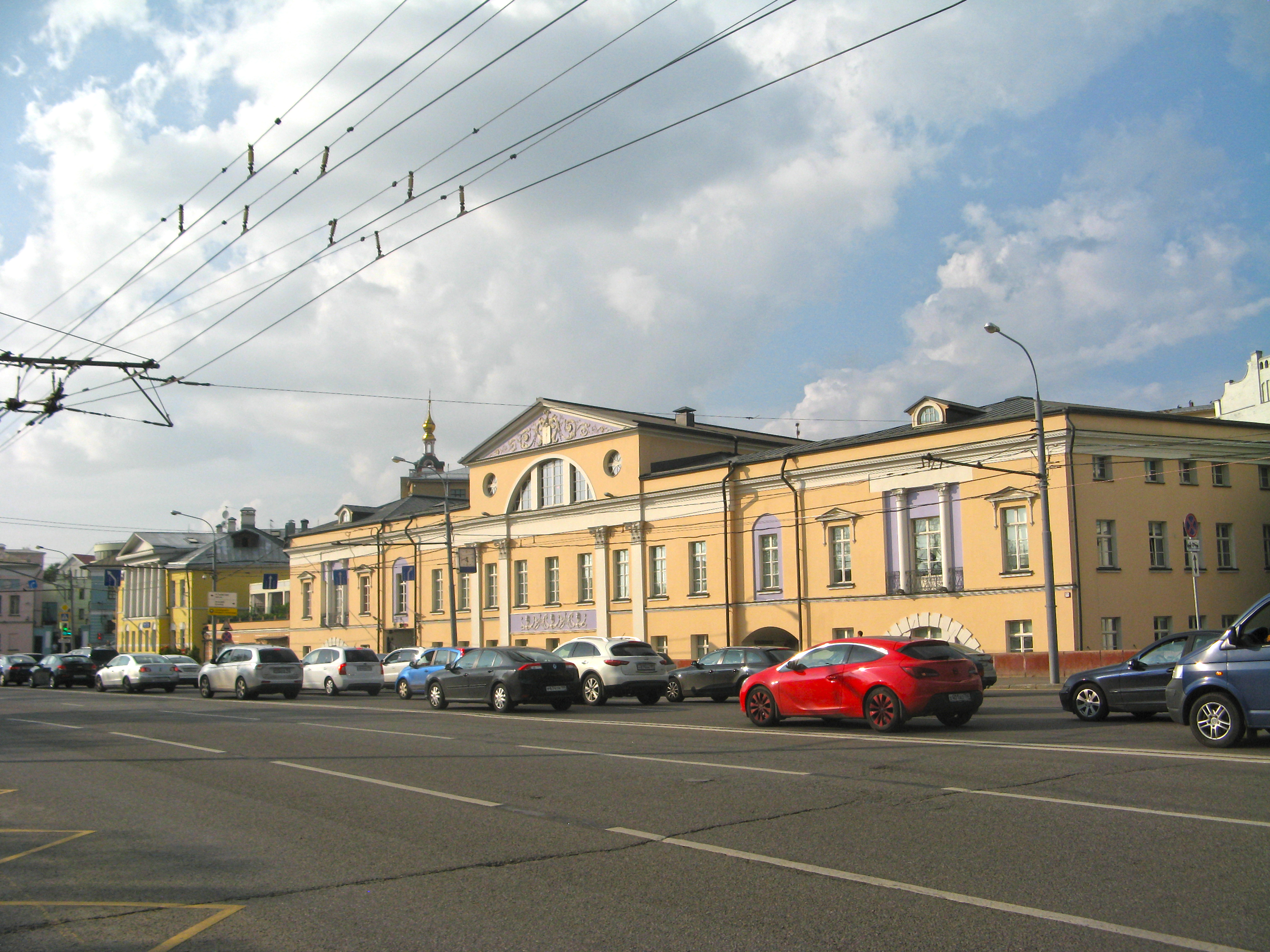
Nr. 1/15 nach der Restaurierung
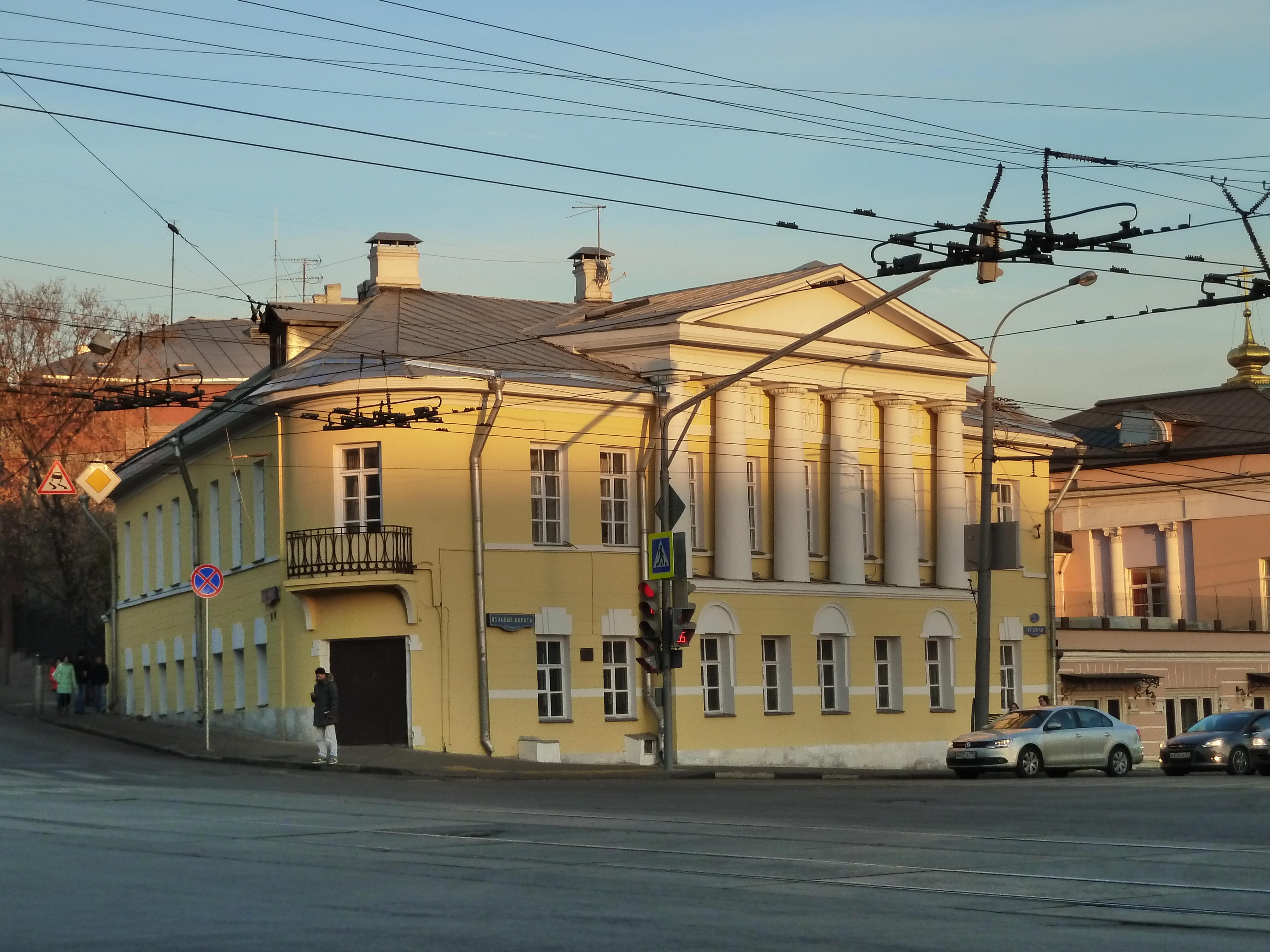
Nr. 1–15–1
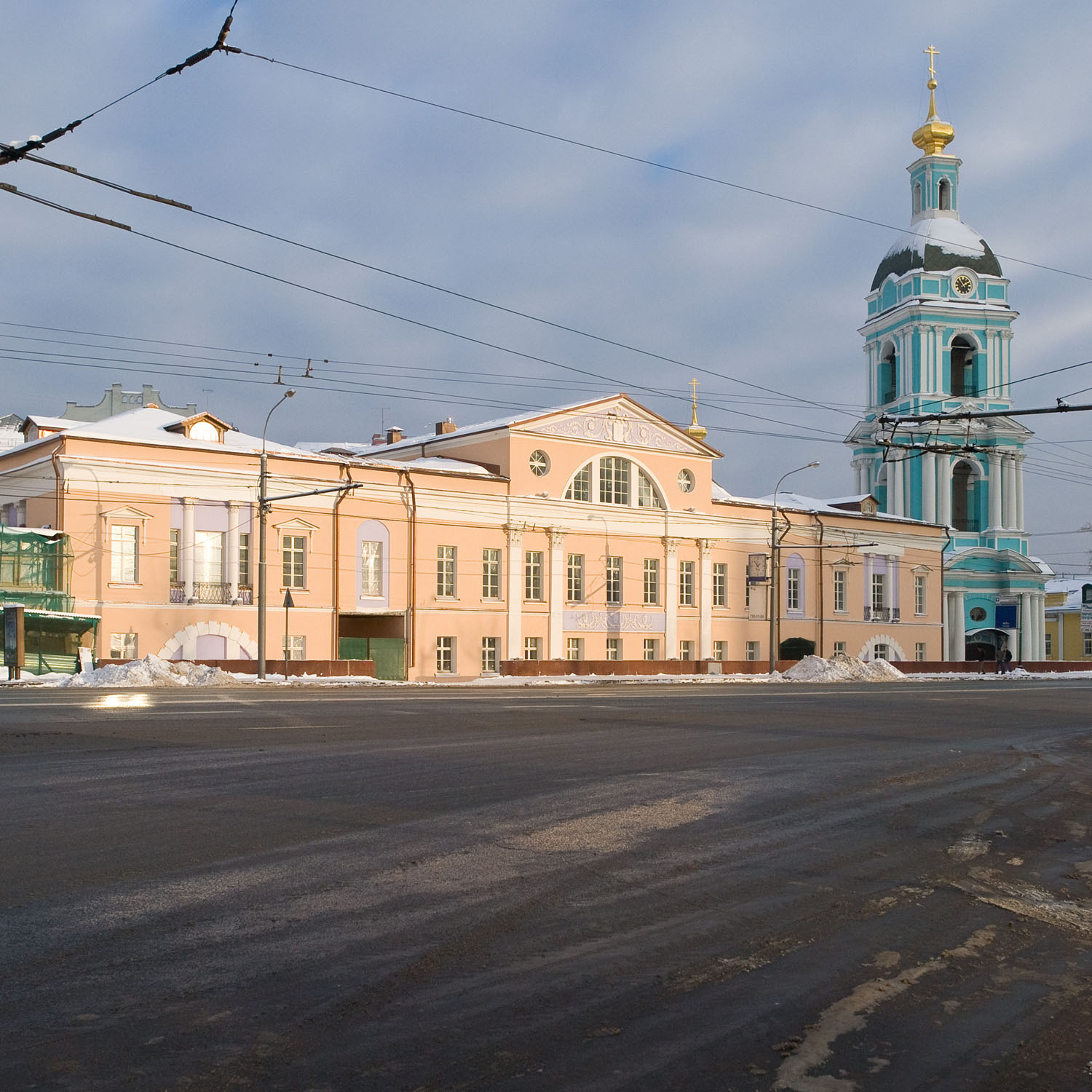
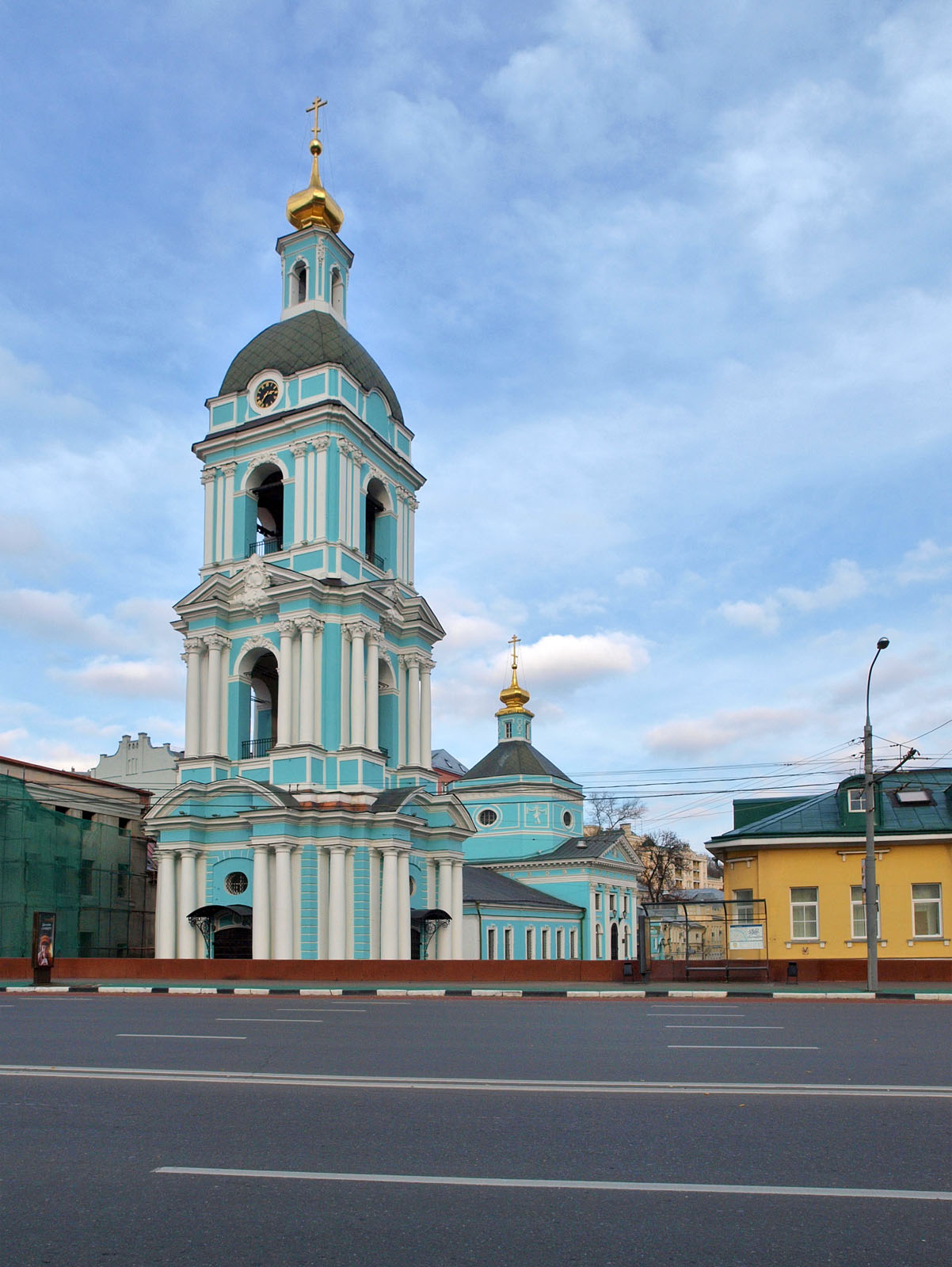
Glockenturm der Troiza-Kirche zu Serebrjanniki, in der Nähe der Jausskaja-Straße

- Hausnummer 5 – ein Wohngebäude aus dem 19. Jahrhundert
- Hausnummer 11/6 – das Bataschow-Herrenhaus (russ. Усадьба Баташёва). Ivan Rodionowitsch Bataschow war Bergwerksbesitzer. In seinem Auftrag begann 1792 der Bau der Kirche des Ehrwürdigen Symeon Stylites hinter der Jausa. 1798 kaufte er das umfangreiche Gebiet in der Nähe der Symeon-Kirche, wo 1798–1802 ein Wohnpalast, eine Sehenswürdigkeit des Moskauer Klassizismus, gebaut wurde. Die Errichtung erfolgte unter Leitung des Architekten M. P. Kiselnikow. Das Gesamtgebiet des Baukomplexes zählt rund 3 ha. Während des Brandes 1812 wurde der Palast beschädigt, für seine Wiederherstellung gab Bataschow 300.000 Rubel aus. Im Jahr 1878 wurde der Palast an die Regierung Moskaus verkauft, die hier ein Krankenhaus für Arbeiter (Jausskaja Bolniza) eröffnete, das nach der Revolution in Stadtkrankenhaus Nr. 23 Medsantrud umbenannt wurde.

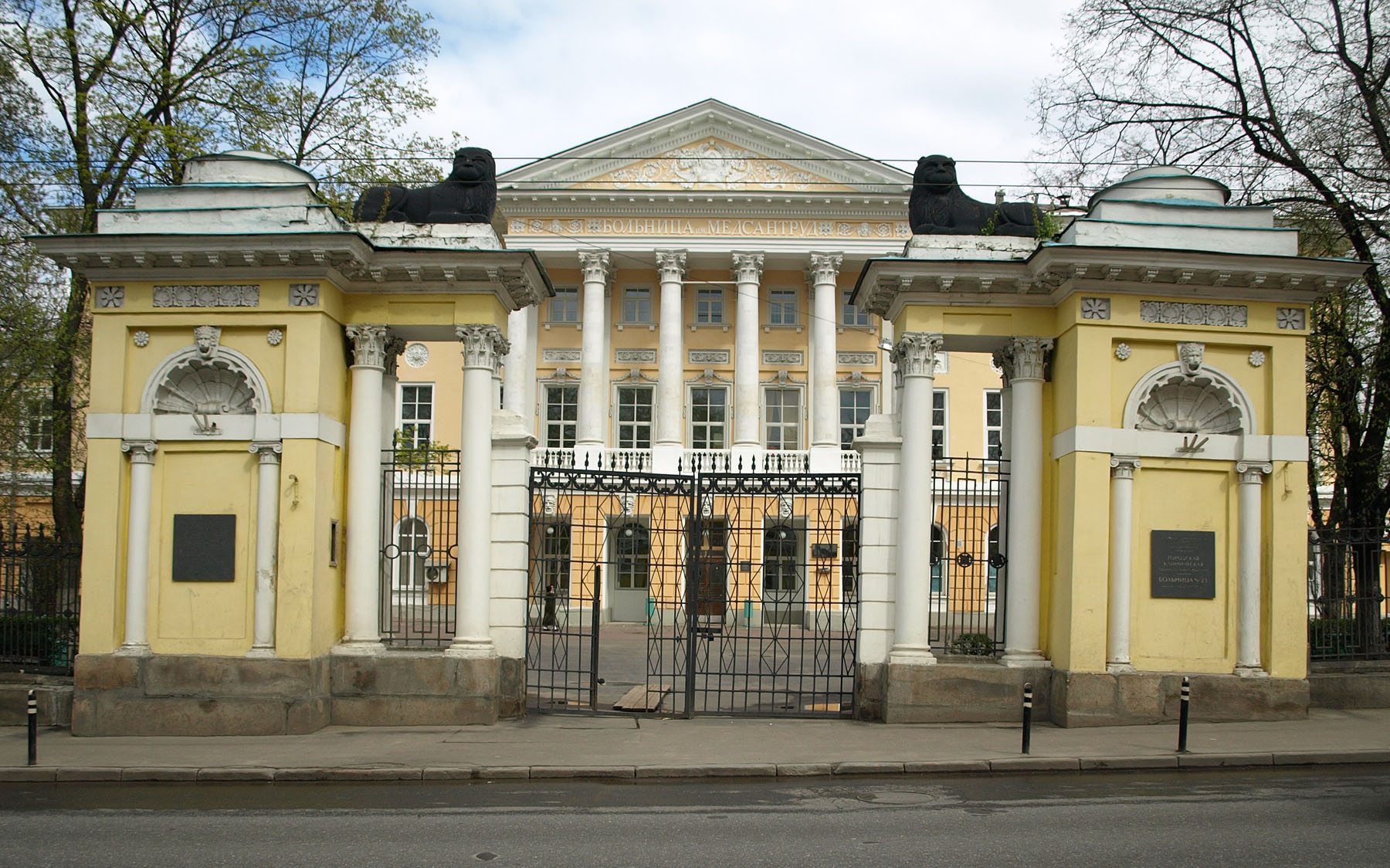
Nr. 11/6. Hauptgebäude
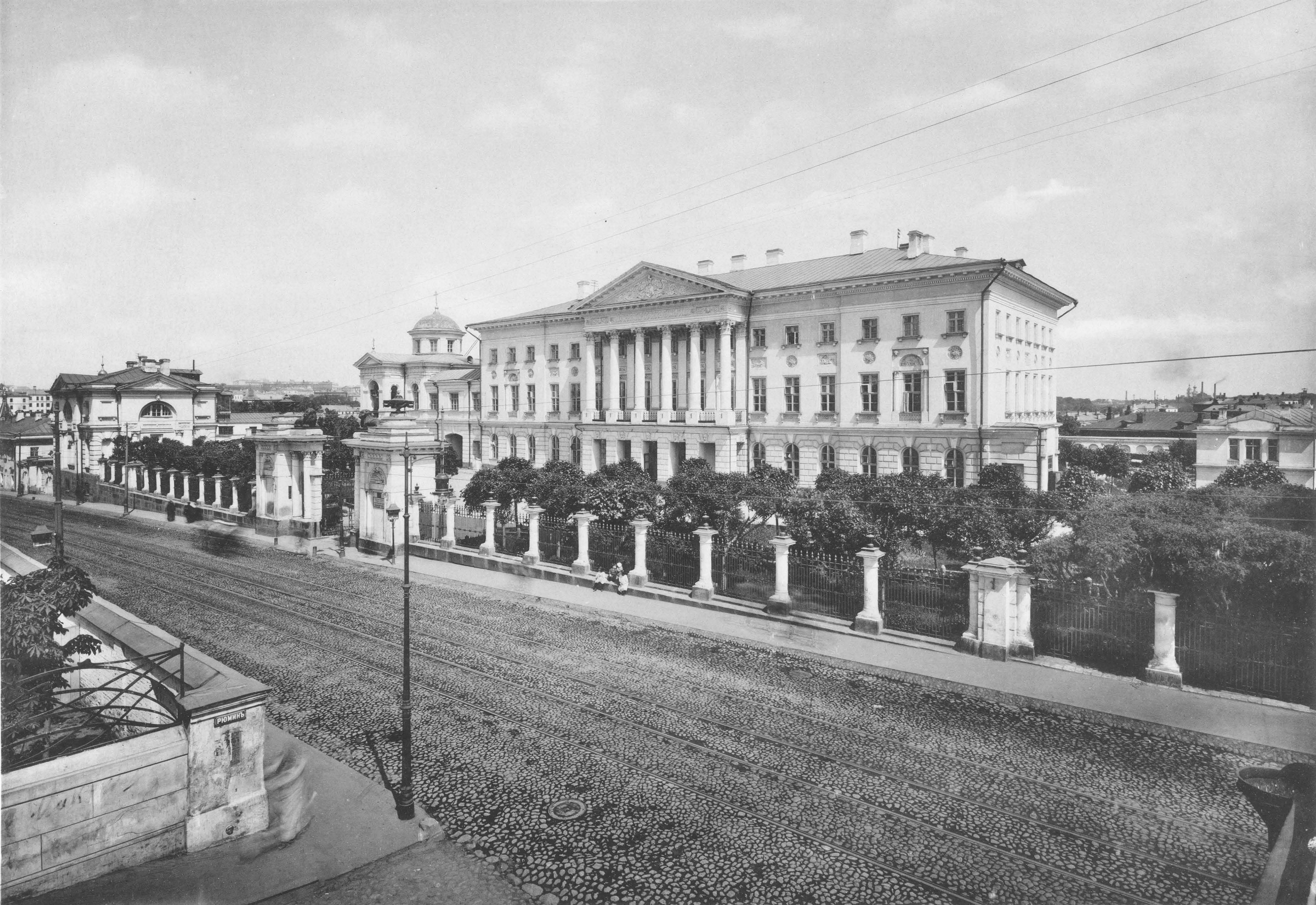
Photo aus dem Jahr 1913
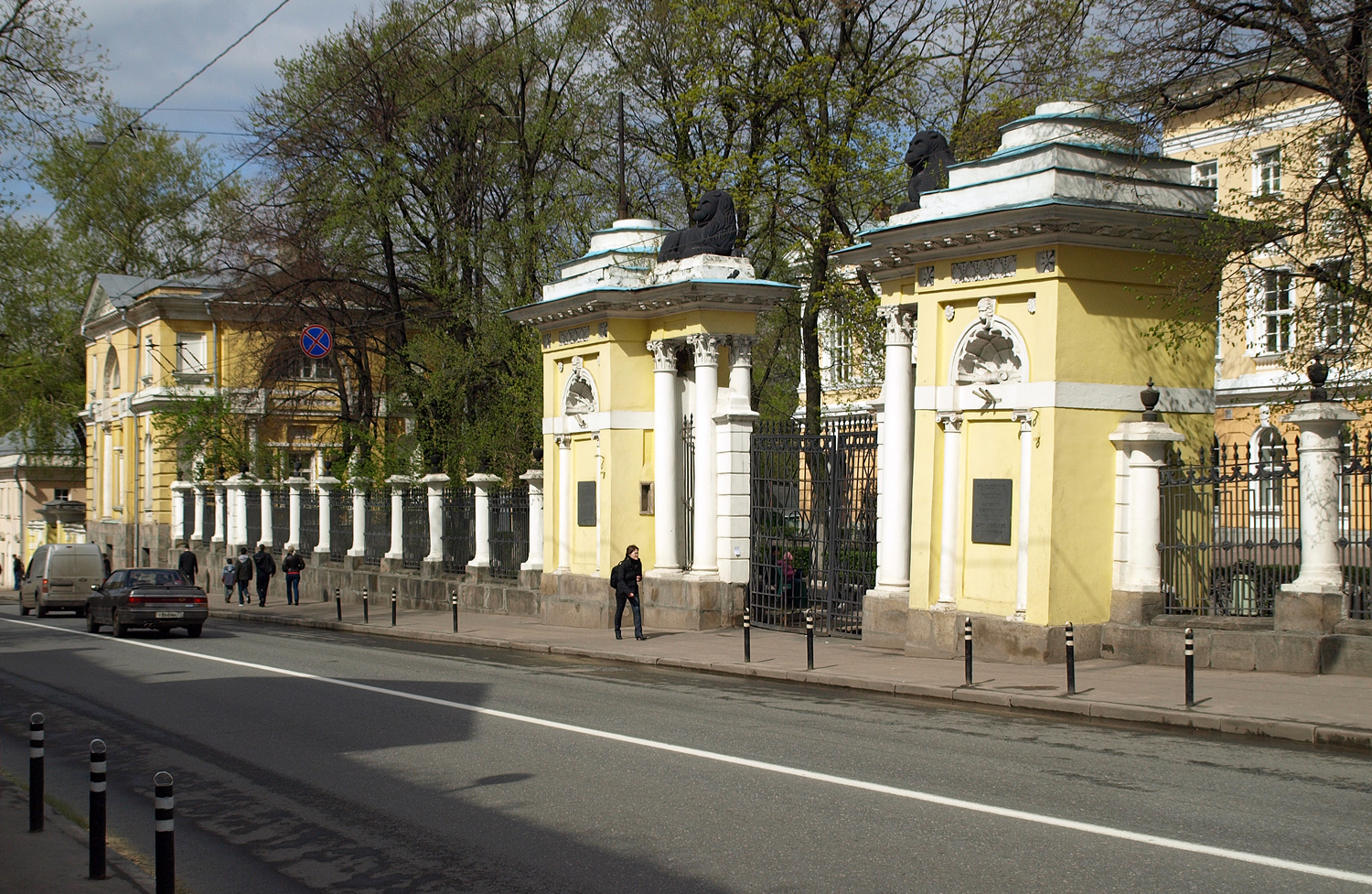
Zaun aus dem 18. Jahrhundert
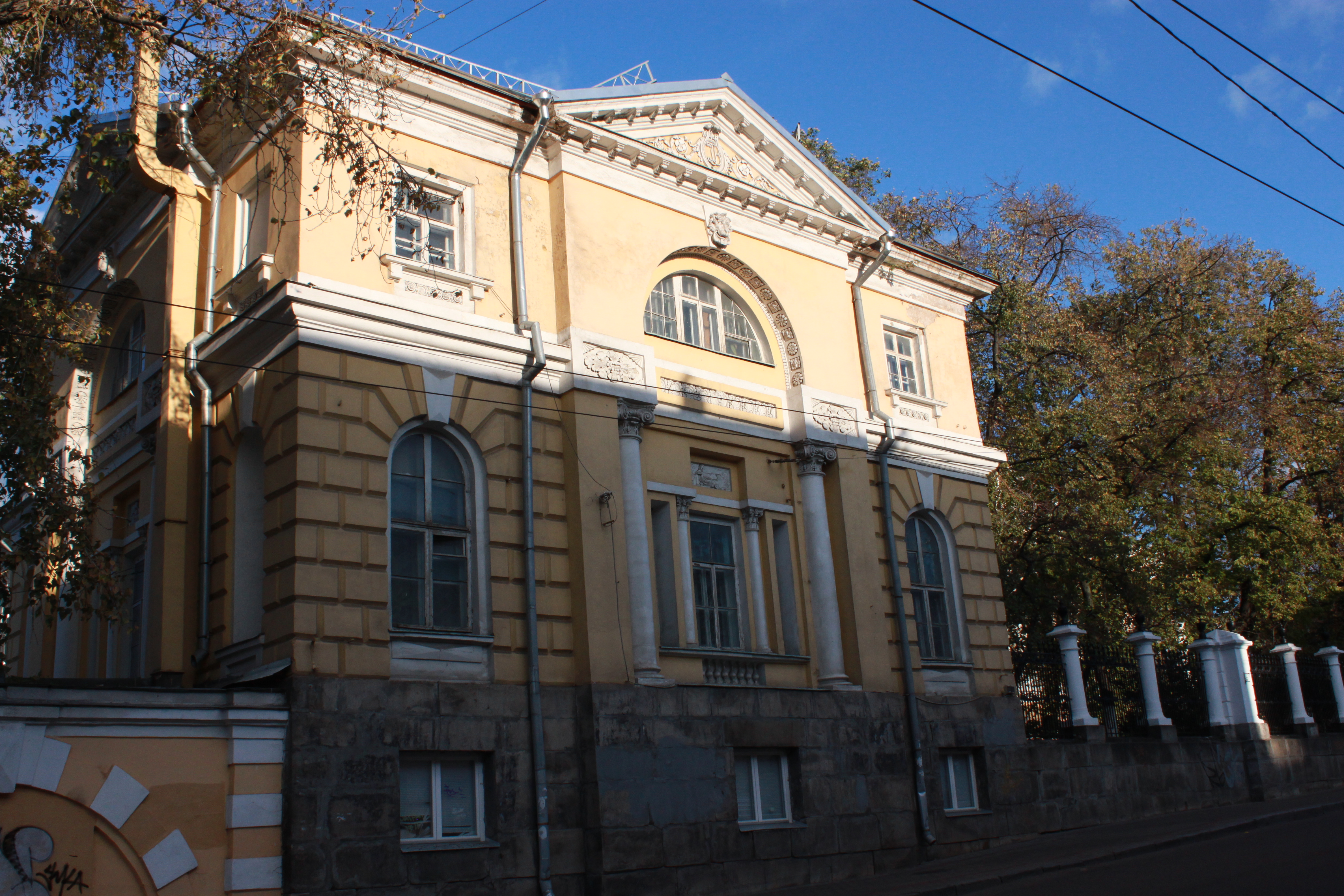
ein Flügel
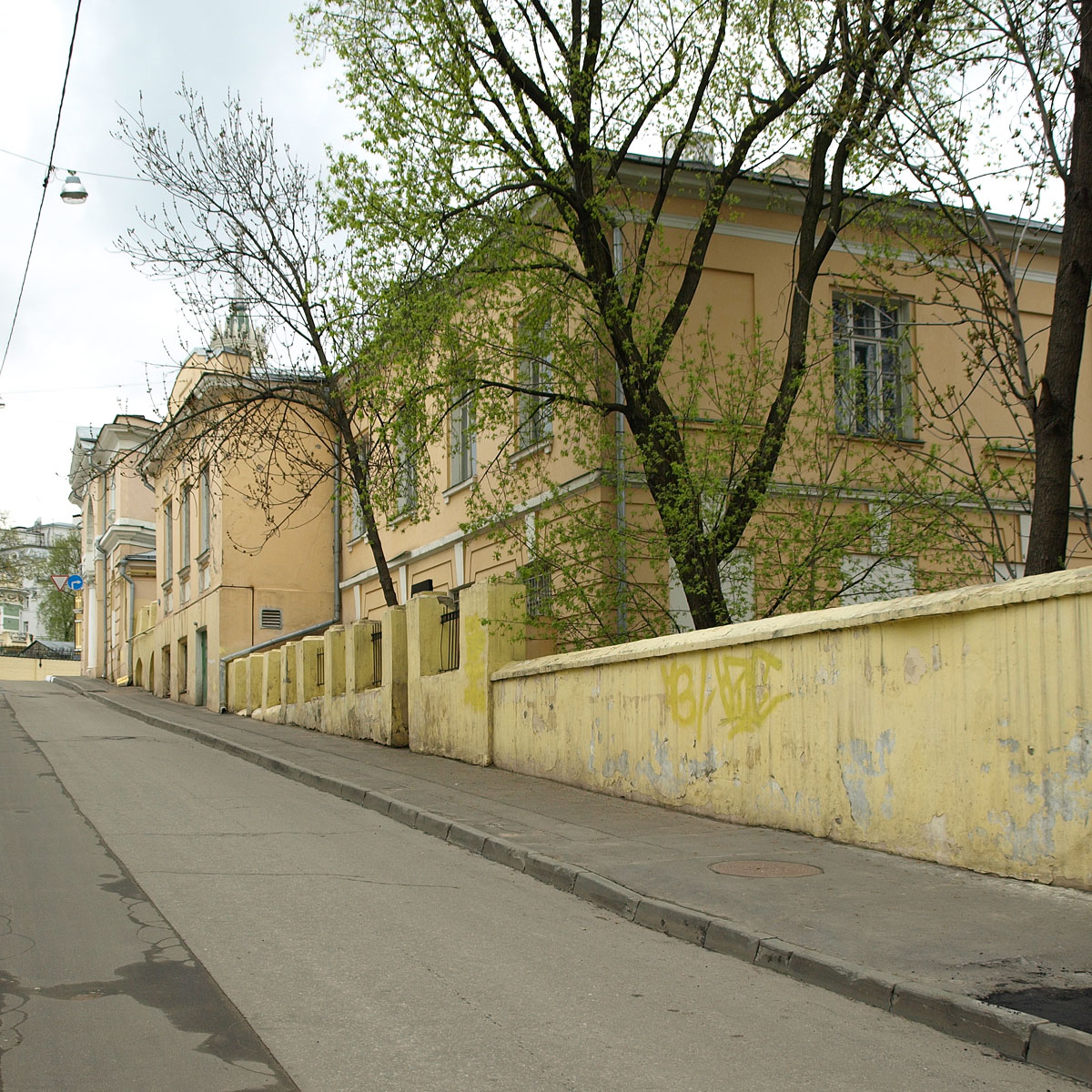

Auf der Seite mit geraden Hausnummern befinden sich unter anderem:
- Ein Park mit dem Denkmal für Grenzschützer (ist auf dem ersten Foto zu sehen). Auf seinem Gebiet befand sich unter anderem die Kirche St.-Nikolaus-Kirche, die 1692–1706 gebaut und 1937 abgerissen wurde.
- Herrenhaus Demidow-Rachmanow – zweistöckiges Herrenhaus aus dem 18. Jahrhundert nach der Restaurierung im 19. Jahrhundert

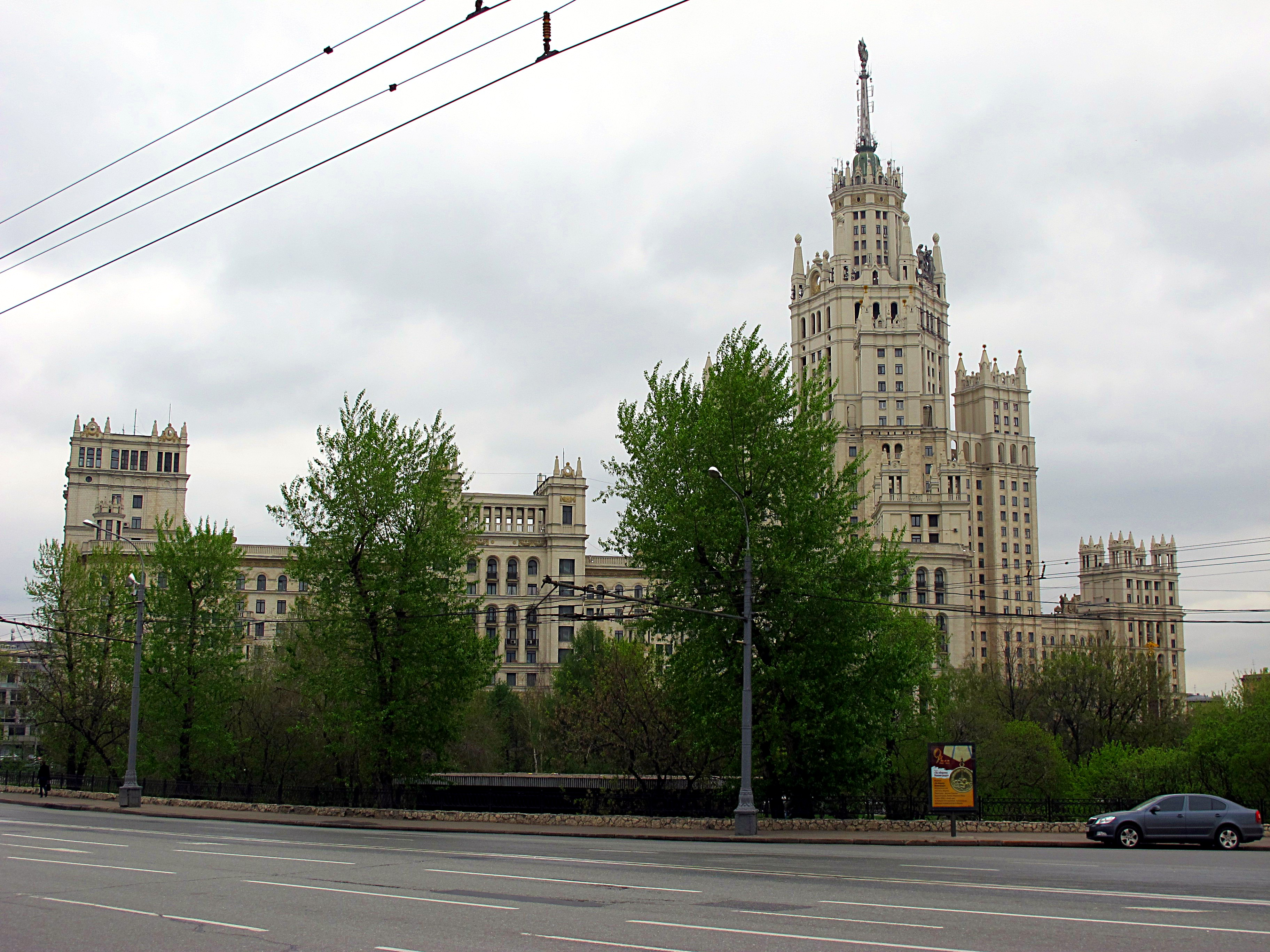
Blick von der Jausskaja-Straße am Wohngebäude an der Kotelnitscheskaja-Uferstraße
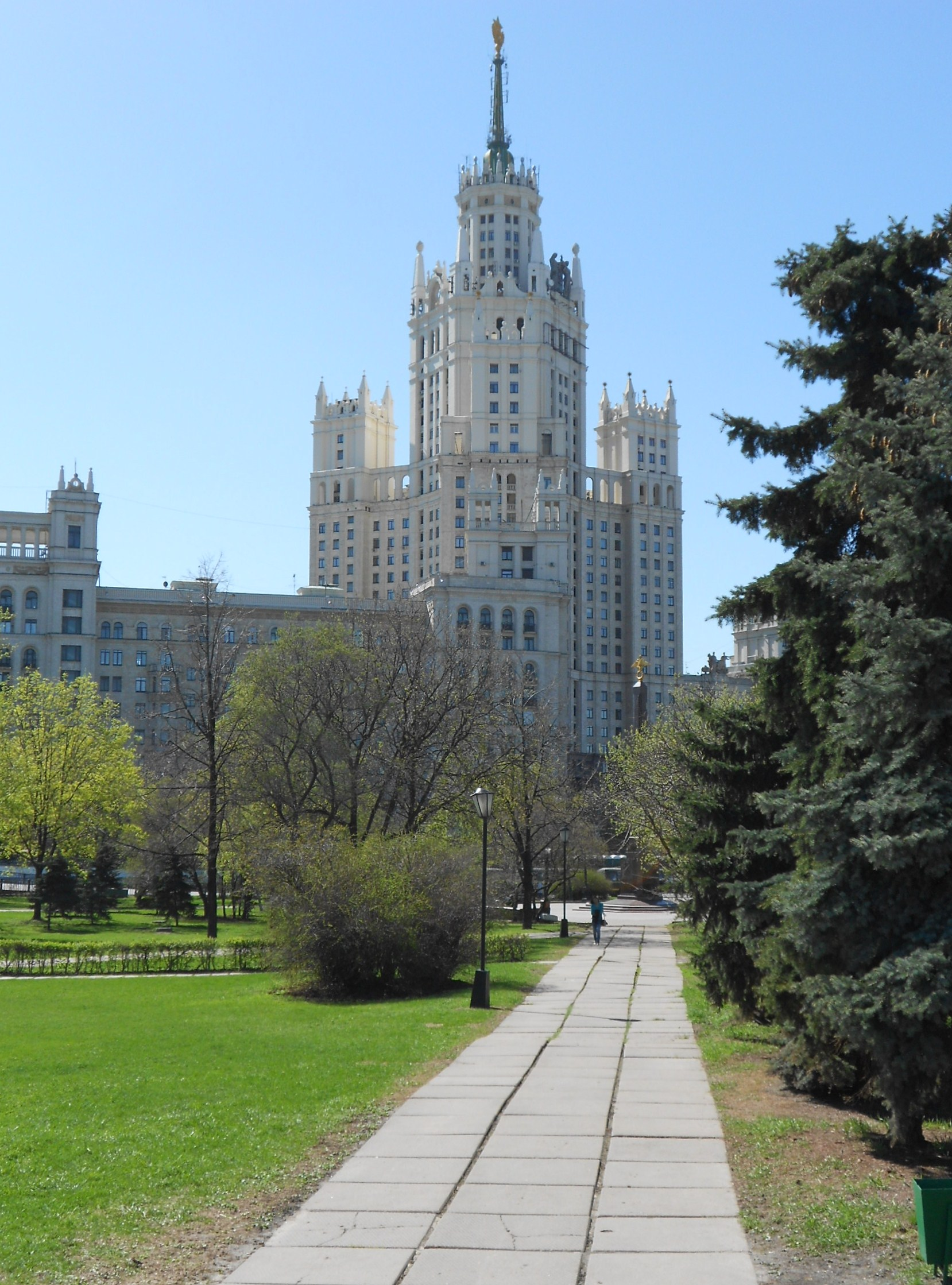
Park
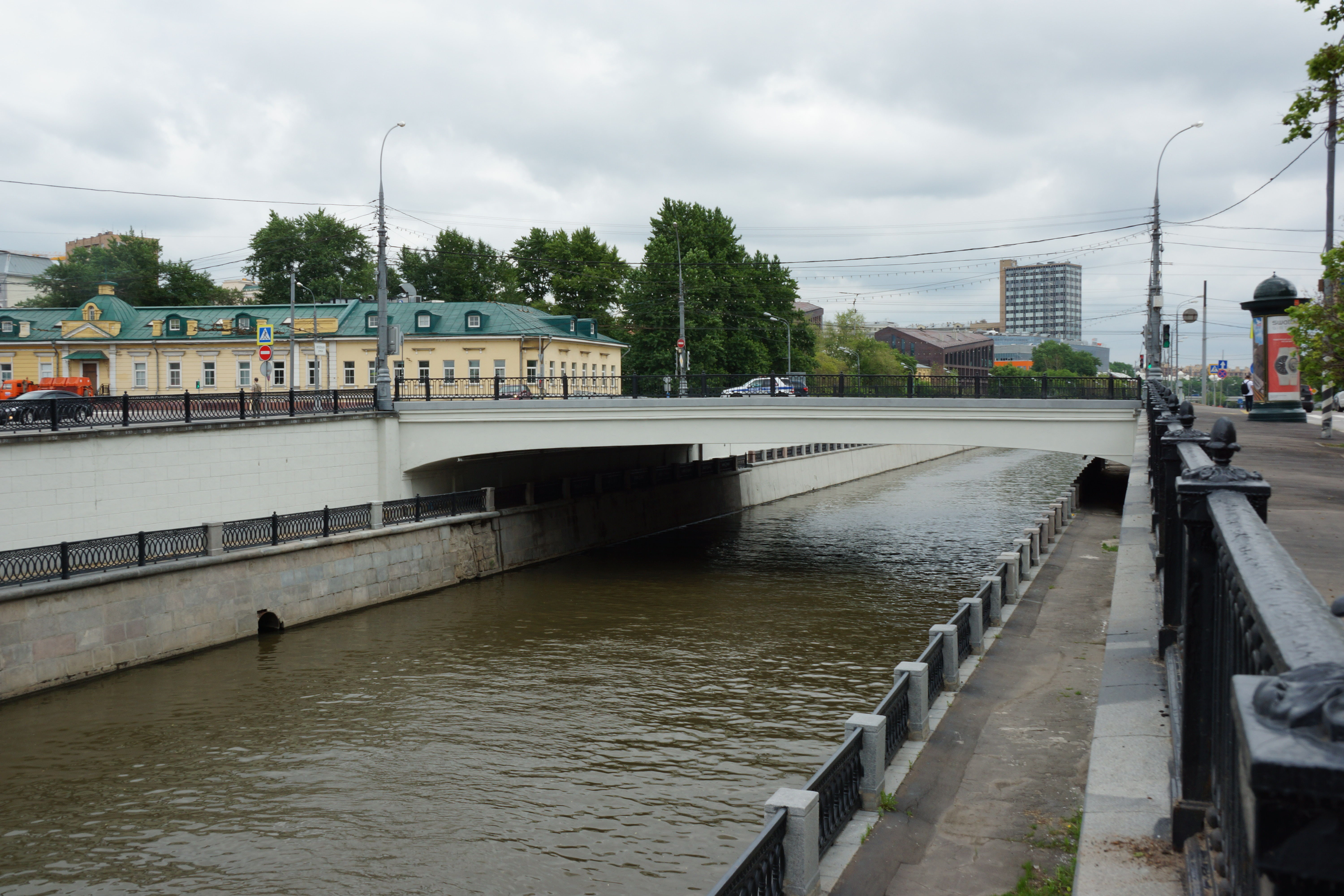
Astachowski-Brücke
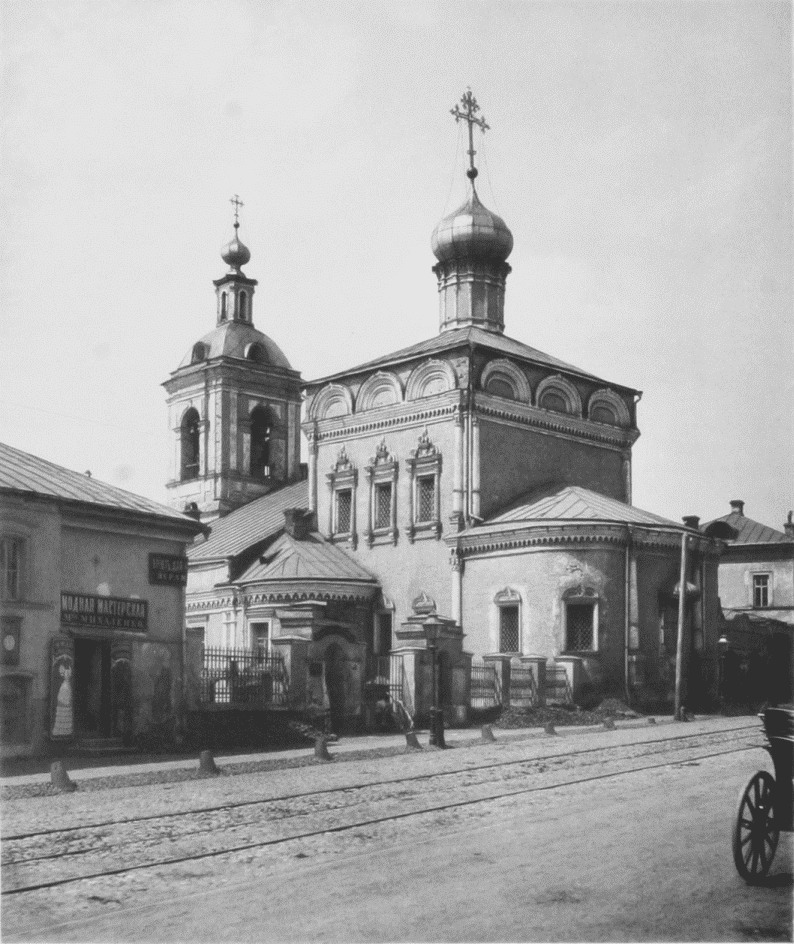
Nikolaus-Kirche
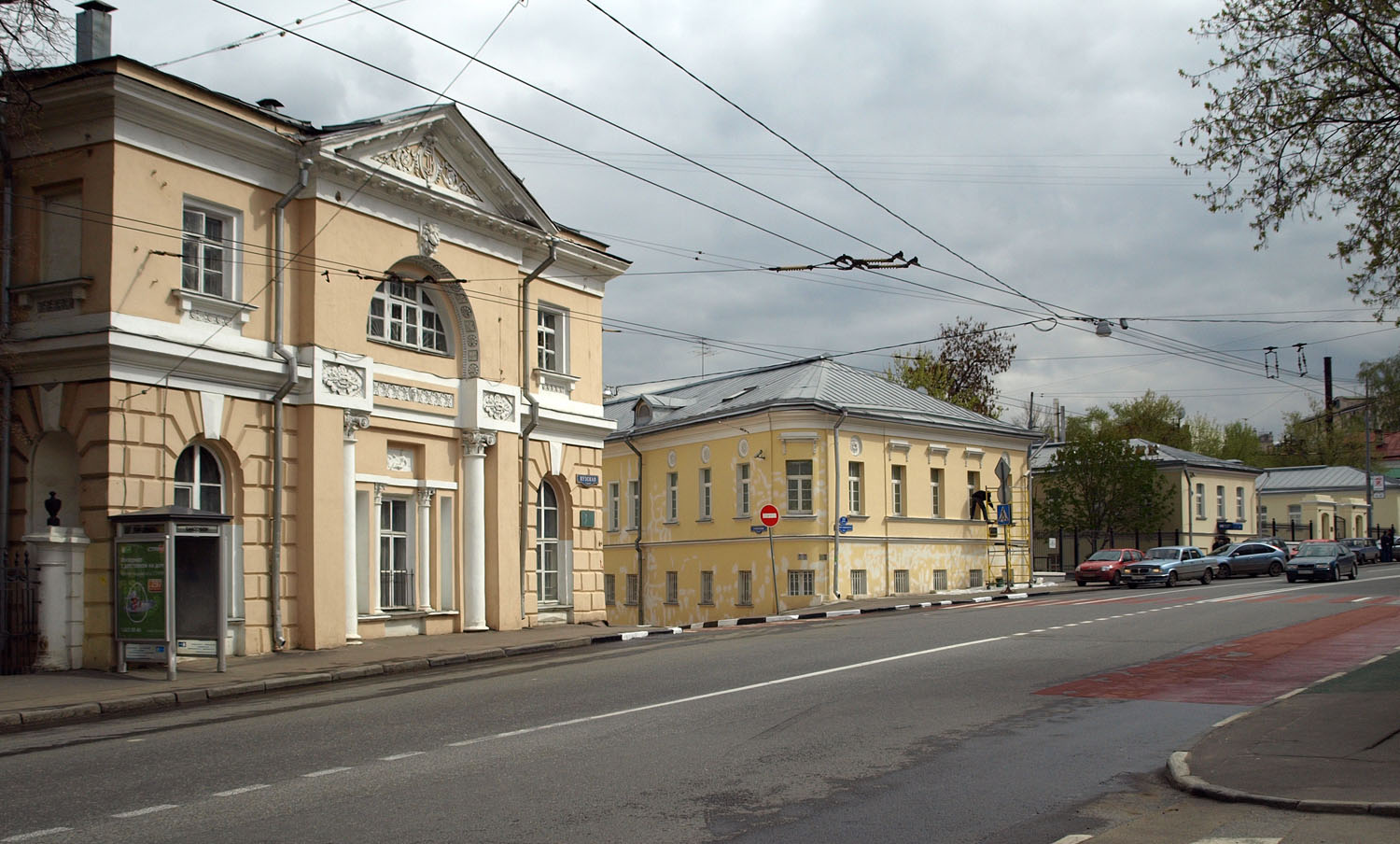
Ende der Straße
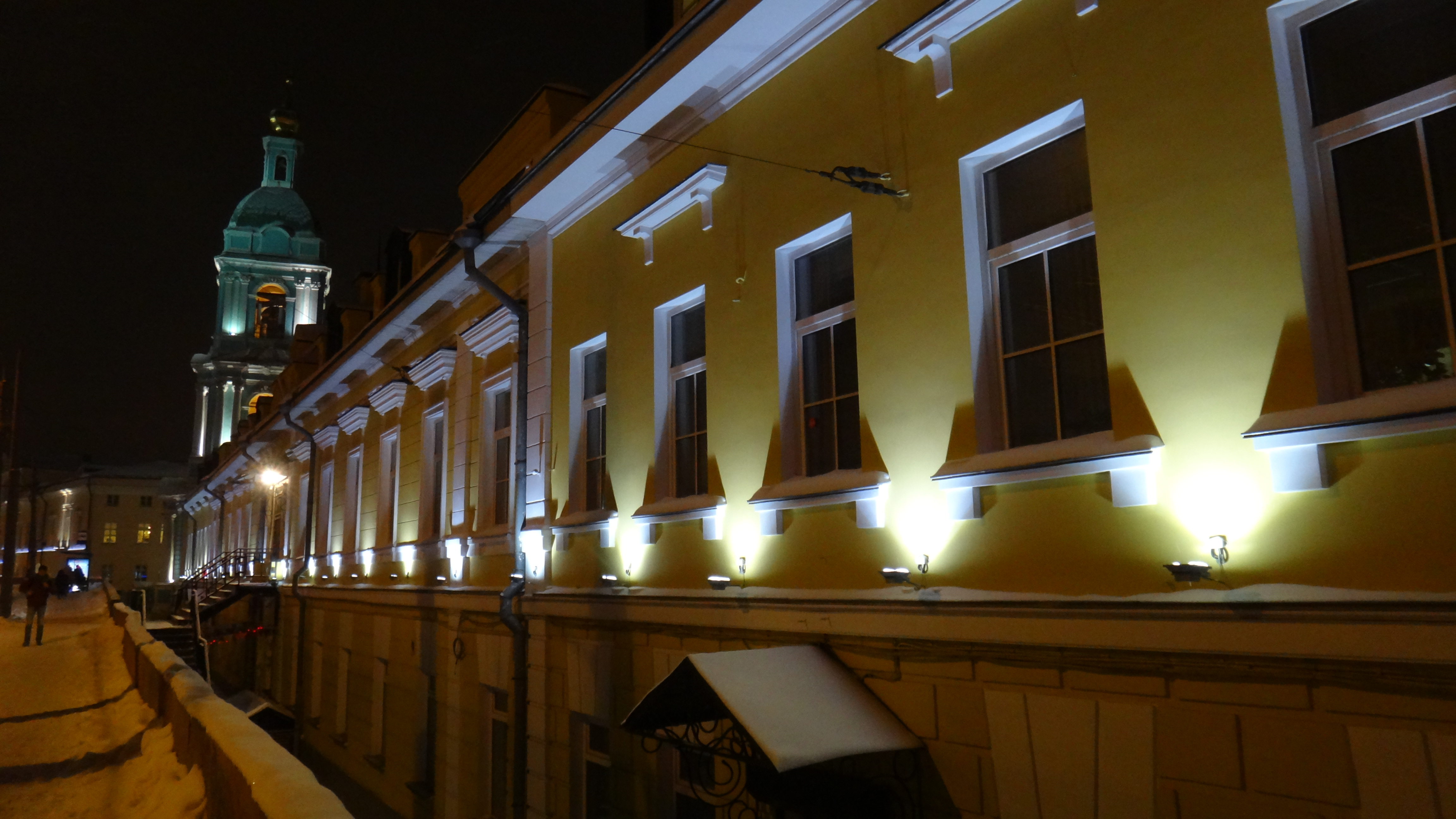
Hausnummer 5.